# ATP Volvo International 1997 - Qualificazioni singolare
Le qualificazioni del singolare  dell'ATP Volvo International 1997 sono state un torneo di tennis preliminare per accedere alla fase finale della manifestazione. I vincitori dell'ultimo turno sono entrati di diritto nel tabellone principale. In caso di ritiro di uno o più giocatori aventi diritto a questi sono subentrati i lucky loser, ossia i giocatori che hanno perso nell'ultimo turno ma che avevano una classifica più alta rispetto agli altri partecipanti che avevano comunque perso nel turno finale.
Le qualificazioni del torneo ATP Volvo International 1997 prevedevano 28 partecipanti di cui 7 sono entrati nel tabellone principale.

## Teste di serie
1. Wayne Black (Qualificato)
2. Cristiano Caratti (ultimo turno)
3. Luis Herrera (primo turno)
4. Alejandro Hernández (Qualificato)
5. Cecil Mamiit (Qualificato)
6. Ivo Heuberger (primo turno)
7. Stéphane Simian (ultimo turno)

1. Andrej Ol'chovskij (ultimo turno)
2. Mahesh Bhupathi (Qualificato)
3. Nicolás Pereira (primo turno)
4. Bryan Shelton (ultimo turno)
5. Peter Wessels (primo turno)
6. Lorenzo Manta (primo turno)
7. David Caldwell (Qualificato)

## Qualificati
1. Wayne Black
2. David Caldwell
3. Peter Wessels
4. Alejandro Hernández

1. Cecil Mamiit
2. Nir Welgreen
3. Mahesh Bhupathi

## Tabellone

### Legenda
| - Q = Qualificato - WC = Wild card - LL = Lucky loser | - ALT = Alternate - SE = Special Exempt - PR = Protected Ranking | - w/o = Walkover - r = Ritirato - d = Squalificato |

### Sezione 1
|  | Primo turno | Primo turno   | Primo turno   | Primo turno | Primo turno |  |  | Ultimo turno | Ultimo turno  | Ultimo turno  | Ultimo turno | Ultimo turno |  |
|  |             |               |               |             |             |  |  |              |               |               |              |              |  |
|  | 1           | Wayne Black   | 6             | 3           | 6           |  |  |              |               |               |              |              |  |
|  |             | Reed Cordish  | 1             | 6           | 0           |  |  | 1            | Wayne Black   | Wayne Black   | 7            | 6            |  |
|  |             | Chris Haggard | Chris Haggard | 6           | 7           |  |  |              | Chris Haggard | Chris Haggard | 5            | 1            |  |
|  | 13          | Lorenzo Manta | Lorenzo Manta | 3           | 5           |  |  |              |               |               |              |              |  |

### Sezione 2
|  | Primo turno | Primo turno       | Primo turno | Primo turno | Primo turno |  |  | Ultimo turno | Ultimo turno      | Ultimo turno      | Ultimo turno | Ultimo turno |  |
|  |             |                   |             |             |             |  |  |              |                   |                   |              |              |  |
|  | 2           | Cristiano Caratti | 7           | 4           | 6           |  |  |              |                   |                   |              |              |  |
|  |             | Bobby Kokavec     | 6           | 6           | 4           |  |  | 2            | Cristiano Caratti | Cristiano Caratti | 4            | 4            |  |
|  | 14          | David Caldwell    | 4           | 6           | 7           |  |  | 14           | David Caldwell    | David Caldwell    | 6            | 6            |  |
|  |             | Louis Gloria      | 6           | 4           | 6           |  |  |              |                   |                   |              |              |  |

### Sezione 3
|  | Primo turno | Primo turno     | Primo turno   | Primo turno | Primo turno |  |  | Ultimo turno    | Ultimo turno    | Ultimo turno    | Ultimo turno | Ultimo turno |  |
|  |             |                 |               |             |             |  |  |                 |                 |                 |              |              |  |
|  |             | Kepler Orellana | 6             | 3           | 6           |  |  |                 |                 |                 |              |              |  |
|  | 3           | Luis Herrera    | 3             | 6           | 3           |  |  | Kepler Orellana | Kepler Orellana | Kepler Orellana | 3            | 0            |  |
|  |             | Peter Wessels   | Peter Wessels | 6           | 6           |  |  | Peter Wessels   | Peter Wessels   | Peter Wessels   | 6            | 6            |  |
|  | 12          | Jim Grabb       | Jim Grabb     | 2           | 2           |  |  |                 |                 |                 |              |              |  |

### Sezione 4
|  | Primo turno | Primo turno         | Primo turno         | Primo turno | Primo turno |  |  | Ultimo turno | Ultimo turno        | Ultimo turno        | Ultimo turno | Ultimo turno |  |
|  |             |                     |                     |             |             |  |  |              |                     |                     |              |              |  |
|  | 4           | Alejandro Hernández | Alejandro Hernández | 6           | 6           |  |  |              |                     |                     |              |              |  |
|  |             | Tuomas Ketola       | Tuomas Ketola       | 4           | 3           |  |  | 4            | Alejandro Hernández | Alejandro Hernández | 7            | 6            |  |
|  | 11          | Bryan Shelton       | Bryan Shelton       | 7           | 6           |  |  | 11           | Bryan Shelton       | Bryan Shelton       | 5            | 4            |  |
|  |             | Pat Cash            | Pat Cash            | 6           | 1           |  |  |              |                     |                     |              |              |  |

### Sezione 5
|  | Primo turno | Primo turno         | Primo turno         | Primo turno | Primo turno |  |  | Ultimo turno | Ultimo turno    | Ultimo turno    | Ultimo turno | Ultimo turno |  |
|  |             |                     |                     |             |             |  |  |              |                 |                 |              |              |  |
|  | 5           | Cecil Mamiit        | Cecil Mamiit        | 6           | 6           |  |  |              |                 |                 |              |              |  |
|  |             | Jonathan Beardsley  | Jonathan Beardsley  | 4           | 1           |  |  | 5            | Cecil Mamiit    | Cecil Mamiit    | 7            | 6            |  |
|  |             | Nicolás Pereira     | Nicolás Pereira     | 6           | 7           |  |  |              | Nicolás Pereira | Nicolás Pereira | 6            | 3            |  |
|  | 10          | Alexandre Strambini | Alexandre Strambini | 2           | 6           |  |  |              |                 |                 |              |              |  |

### Sezione 6
|  | Primo turno | Primo turno        | Primo turno        | Primo turno | Primo turno |  |  | Ultimo turno | Ultimo turno       | Ultimo turno | Ultimo turno | Ultimo turno |  |
|  |             |                    |                    |             |             |  |  |              |                    |              |              |              |  |
|  |             | Nir Welgreen       | 6                  | 3           | 7           |  |  |              |                    |              |              |              |  |
|  | 6           | Ivo Heuberger      | 1                  | 6           | 5           |  |  |              | Nir Welgreen       | 3            | 6            | 6            |  |
|  | 8           | Andrej Ol'chovskij | Andrej Ol'chovskij | 7           | 6           |  |  | 8            | Andrej Ol'chovskij | 6            | 0            | 3            |  |
|  |             | Robbie Koenig      | Robbie Koenig      | 6           | 2           |  |  |              |                    |              |              |              |  |

### Sezione 7
|  | Primo turno | Primo turno     | Primo turno     | Primo turno | Primo turno |  |  | Ultimo turno | Ultimo turno    | Ultimo turno | Ultimo turno | Ultimo turno |  |
|  |             |                 |                 |             |             |  |  |              |                 |              |              |              |  |
|  | 7           | Stéphane Simian | Stéphane Simian | 6           | 6           |  |  |              |                 |              |              |              |  |
|  |             | Jonathan Pastel | Jonathan Pastel | 3           | 4           |  |  | 7            | Stéphane Simian | 6            | 4            | 6            |  |
|  | 9           | Mahesh Bhupathi | Mahesh Bhupathi | 6           | 6           |  |  | 9            | Mahesh Bhupathi | 3            | 6            | 7            |  |
|  |             | Jonathan Erlich | Jonathan Erlich | 1           | 3           |  |  |              |                 |              |              |              |  |